# Werner Seibold
Werner Seibold (ur. 24 stycznia 1948 w Tegernsee, zm. 29 listopada 2012 w Bad Wiessee) – niemiecki strzelec sportowy. Brązowy medalista olimpijski z Montrealu.
Reprezentował barwy Republiki Federalnej Niemiec. Specjalizował się w strzelaniu karabinowym. Zawody w 1976 były jego pierwszymi igrzyskami olimpijskimi, zajął trzecie miejsce w karabinie małokalibrowym trzy postawy na dystansie 50 metrów. Brał udział w igrzyskach w 1984. Był medalistą mistrzostw świata w drużynie, indywidualnie zdobywał medale mistrzostw Europy, m.in. srebro w 1979 i 1981 w karabinie w pozycji leżącej.